# Karkonoski Park Narodowy (mapa turystyczna 1980)
Mapa turystyczna Karkonoskiego Parku Narodowego została wydana po raz pierwszy w roku 1980 nakładem Państwowego Przedsiębiorstwa Wydawnictw Kartograficznych w skali 1:30 000; była to pierwsza od II wojny światowej i jedyna do końca lat 90. mapa turystyczna tego obszaru wydana w tak dużej skali. Treść turystyczną mapy opracował Marek Staffa.

## Treść mapy
Mapę po raz pierwszy wydano w roku 1980 w nakładzie 30 210 egzemplarzy, zaś kolejnych dziesięć wydań ukazywało się w latach 1982, 1983, 1985, 1987, 1989, 1990, 1991, 1992 1996 i 1997, a każde wychodziło w nakładzie kilkudziesięciu tysięcy egzemplarzy – łączny nakład do roku 1991 to 451 970 egzemplarzy. Była pierwszą powojenną mapą turystyczną tego regionu wydaną w tak dużej skali; od 1947 roku mapy Karkonoszy ukazywały się w skali 1:75 000. Jako pierwsza mapa PPWK wydrukowana była po obu stronach arkusza, co miało zaoszczędzić papier, ale również poprawić wygodę użytkowania. Krytycy zarzucają temu rozwiązaniu brak miejsca na informator turystyczny, drukowany tradycyjnie na odwrocie (późniejsze wydania miały niewielkie informatory, wydanie z 1985 posiadało informator nt. przyrody i historii Karkonoskiego Parku Narodowego oraz zasad poruszania się po KPN. Ten ostatni element nie pojawił się w wydaniu z 1990, ale za to był tam dodatkowy informator turystyczny o poszczególnych obiektach przyrodniczych KPN i obiektach infrastruktury turystycznej w okolicy.
Mapa obejmowała teren parku i obszarów przyległych (w tym dużego fragmentu Kotliny Jeleniogórskiej, sięgającego na północy po równoleżnik przechodzący przez Cieplice Zdrój); jednak nie włączono takich integralnych części Karkonoszy jak  większość Grzbietu Lasockiego i część Czeskiego Grzbietu. Ukształtowanie terenu przedstawiono przy pomocy poziomic o cięciu 20 metrów, a do tego naniesiono rysunek skał w kotłach polodowcowych. W porównaniu do poprzednich map Karkonoszy naniesiono rekordową liczbę szczegółów i informacji użytecznych dla turystów. W wyniku cenzury dokonano celowo wielu przekłamań w przebiegu szlaków turystycznych i lokalizacji poszczególnych obiektów, a niektóre obiekty pominięto, np. nie zaznaczono linii kolejowej ze Szklarskiej Poręby do Tkaczy i dalej do Harrachova w Czechosłowacji.

## Krytyka
Mapa zebrała pozytywne recenzje, gdyż w owym czasie była najlepszą powszechnie dostępną polską turystyczną mapą Karkonoszy, jak i jedyną mapą turystyczną tego rejonu dostępną w tak dużej skali. Ustępowała jednak jakościowo przedwojennym mapom niemieckim. Krytykowano ją za błędy niepoprawiane w kolejnych edycjach i brak cieniowania rzeźby terenu w pierwszych dwóch edycjach.

## Autorzy
- Redaktorzy: Barbara Sołoduszkiewicz, Maria Świca

- Redaktor techniczny: Bogumiła Kwiecińska,

- Projekt okładki: Irena Misiak

- Cieniowanie: Halina Słowik

- Informacje turystyczne: Marek Staffa[5][2]